# Nive
Pour les articles homonymes, voir Nive (homonymie).
La Nive (en basque : Errobi ; en gascon graphie occitane dite classique : Niva, graphie gasconne bayonnaise : Nibe) est une rivière française du Pays basque, dans le département des Pyrénées-Atlantiques, affluent en rive gauche de l'Adour.
L'Encyclopédie de Diderot et d'Alembert en donne la définition suivante :
"Nive - rivière du royaume de Navarre, appelée Errobi dans la langue du pays. Elle descend des montagnes de la Basse-Navarre, se joint avec l'Adour dans les fossés de Bayonne, et va se jeter dans la mer à une lieue de cette ville."

## Étymologie
Son nom serait le résultat de l'extraction de l'article et d'une longue dérive depuis un nom basque présumé : l'Unibar compris en gascon comme lo  Nivar puis lo Niva : [lu.ni'.βə], et enfin féminisé en français pour donner la Nive. Le v intervocalique se prononce [β] en gascon.
Mais le nom pourrait aussi venir de * niv- (rivière), comme la Nièvre (de * Nevera) et être apparenté à celui de la Neva russe. En gascon de Bayonne on doit prononcer "Le Nibe".
En langue basque, la Nive se nomme Errobi.

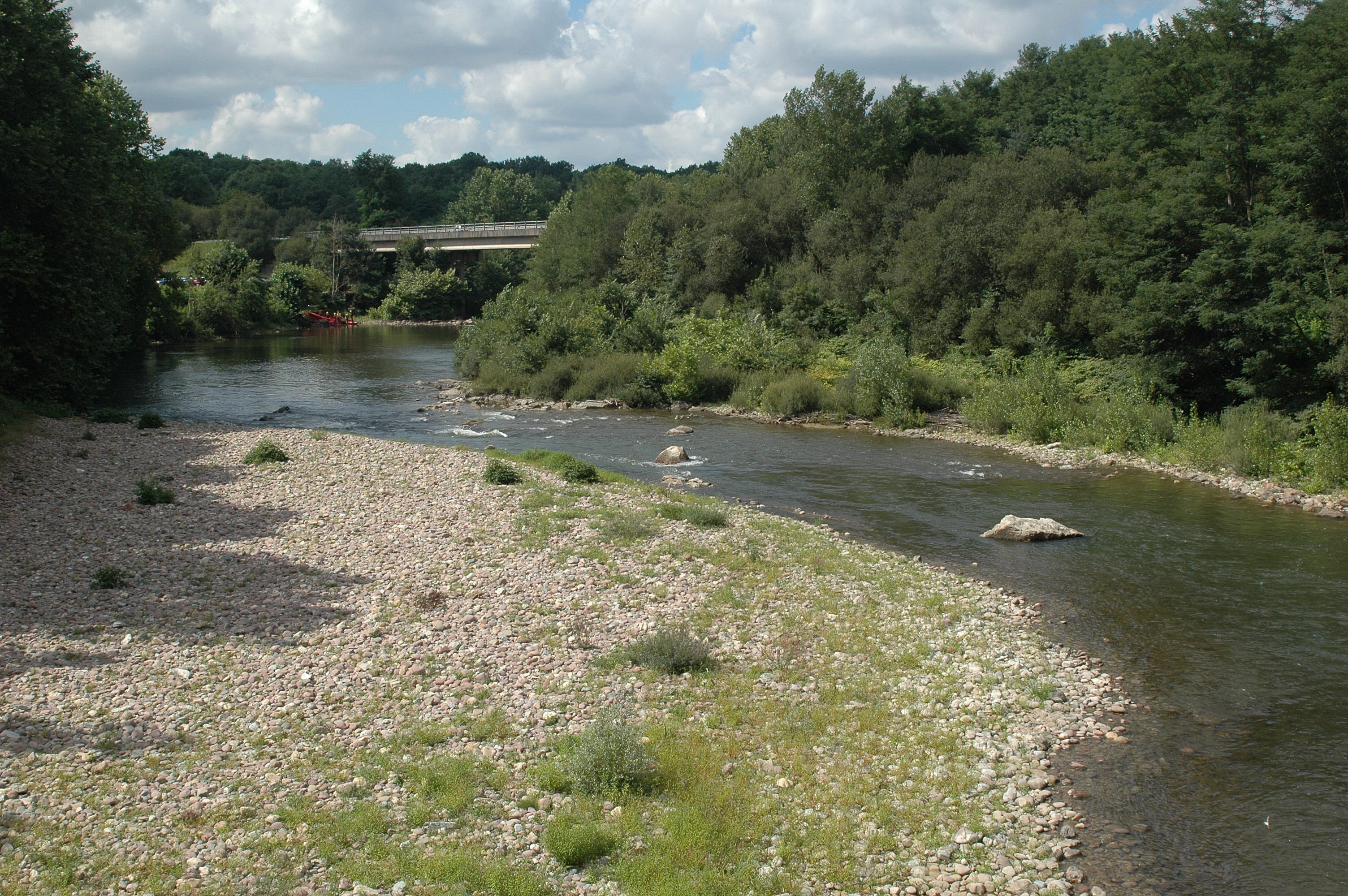
La Nive à Itxassou.

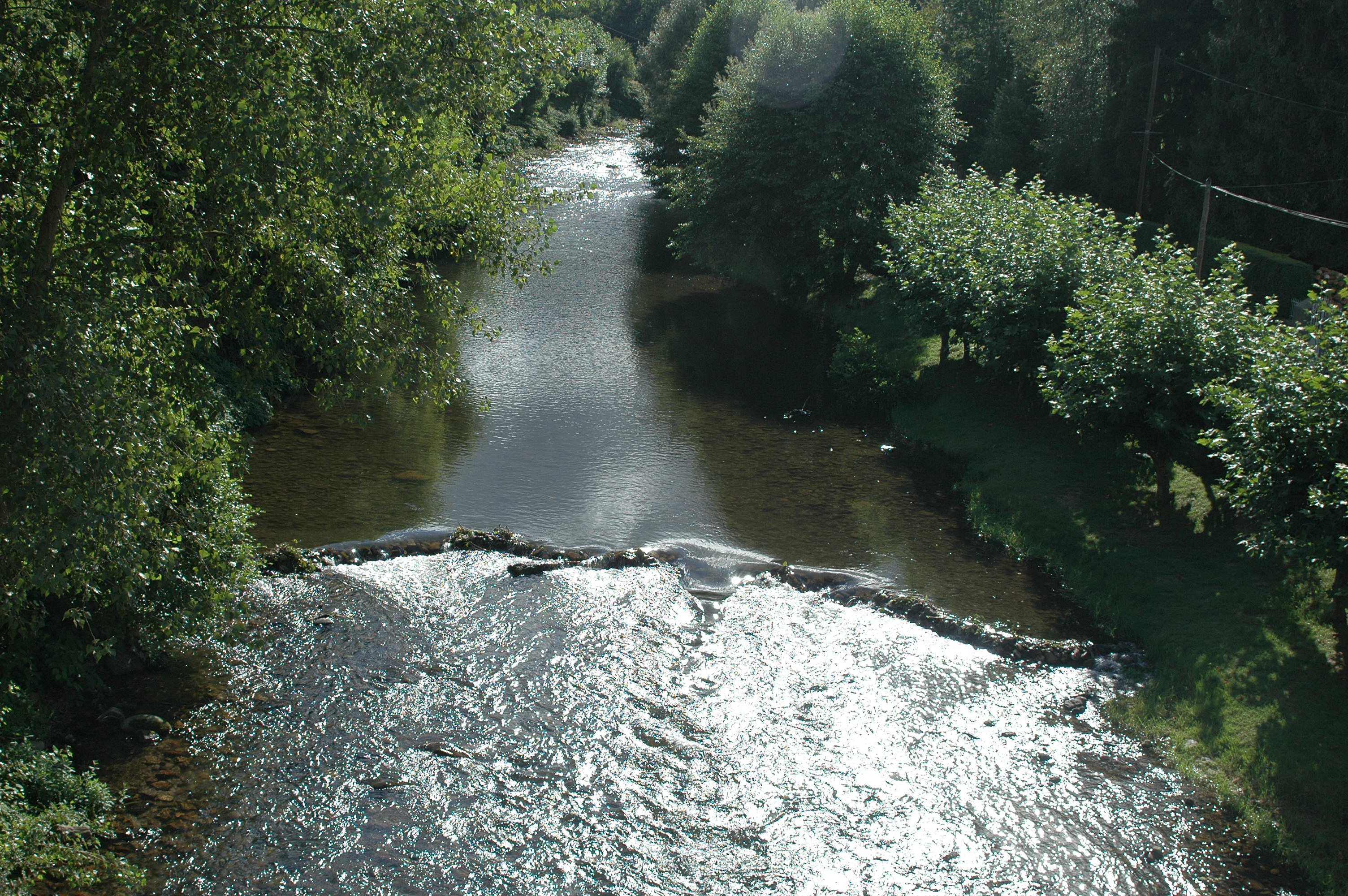
Saint-Étienne-de-Baïgorry, petit barrage sur la Nive des Aldudes.

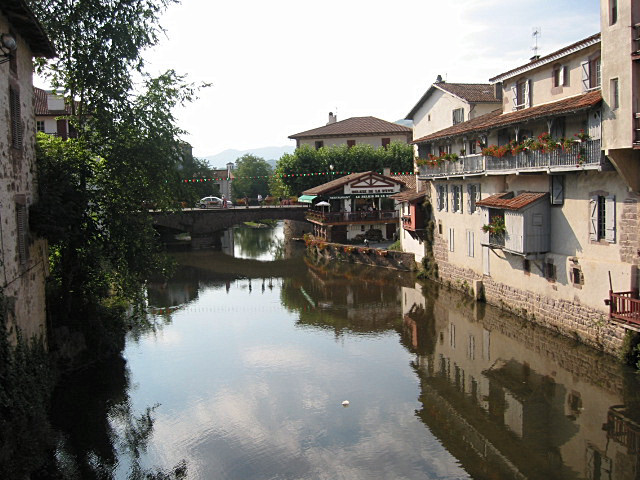
Saint-Jean-Pied-de-Port, la Nive de Béhérobie.

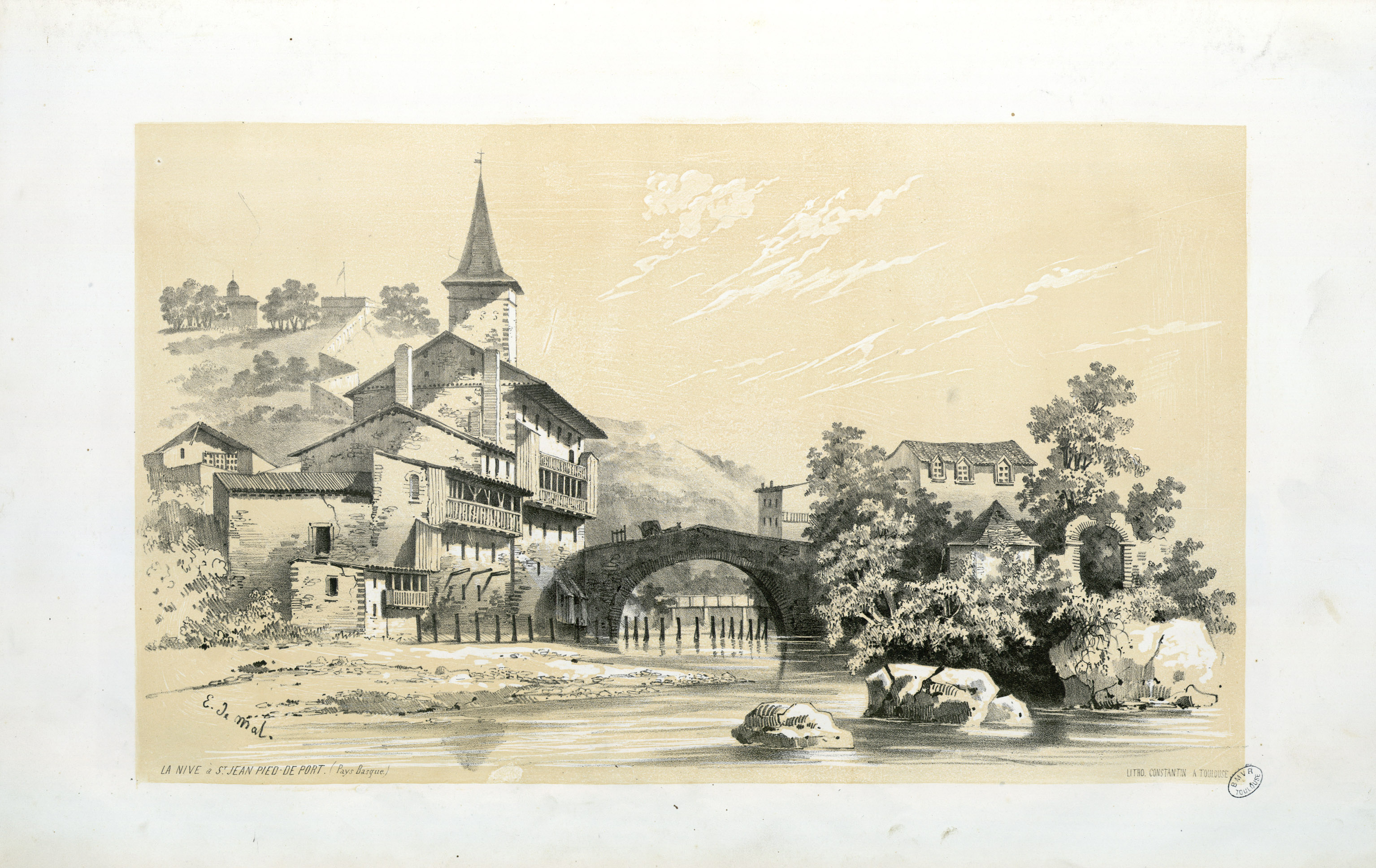
La Nive à Saint-Jean-Pied-de-Port en 1843, par Eugène de Malbos.

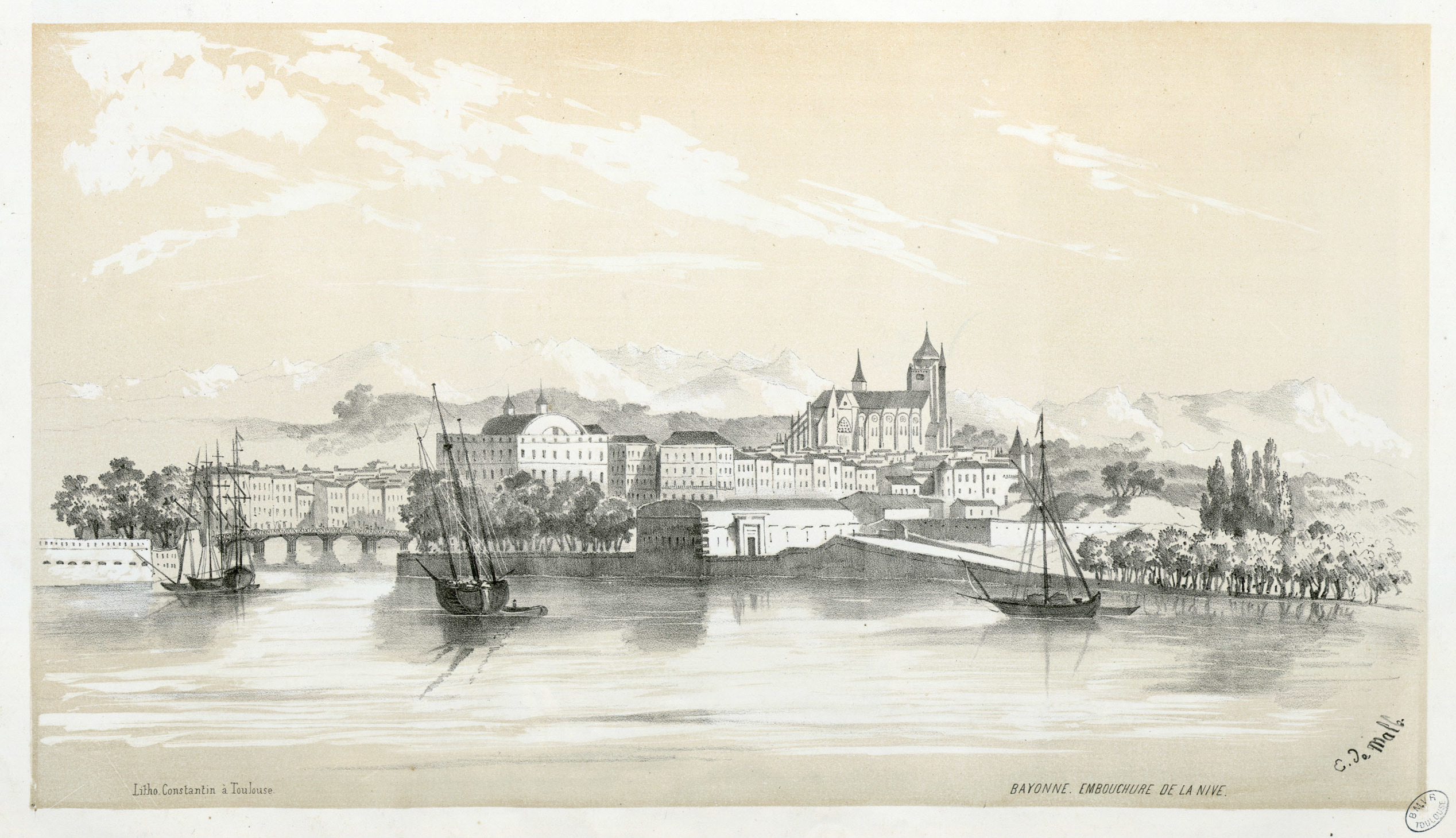
Embouchure de la Nive à Bayonne en 1843, par Eugène de Malbos.

## Géographie
La Nive naît au pied du Mendi Zar (1 323 m), au-delà de la frontière espagnole, sous le nom de Harpeko erreka. Sa source principale se trouve à l'altitude de 360 m.
La Nive est constituée près de Saint-Jean-Pied-de-Port de l'union des torrents bas-navarrais :
- la Nive de Béhérobie (cours principal),
- le Laurhibar,
- la Nive d'Arnéguy.

Les gorges d'Atekagaitz au sud d'Itxassou marquent son passage dans la province du Labourd.
Sa confluence avec l'Adour se fait dans la ville de Bayonne, en rive gauche, à l'altitude 3 mètres et à moins de 10 kilomètres de la mer, le golfe de Gascogne et l'océan Atlantique.
C'est sur une butte surplombant sa confluence dans l'Adour que la ville de Bayonne s'est développée.
La longueur de la Nive est de 79,3 km en France.
La Nive est appréciée pour la pêche sportive des salmonidés et la pratique des sports en eau vive (rafting et canyoning notamment).

## Principaux affluents
Abréviations : (G) ou (rg) Affluent rive gauche ; (D) ou (rd) Affluent rive droite ; (CP) Cours principal, signale le nom donné à une partie du cours d'eau prise en compte dans le calcul de sa longueur.
- (CP) la Nive de Béhérobie
- (D) le Laurhibar, 28,1 km
- (G) la Nive d'Arnéguy, env 25 km dont 20,8 en France, du col d'Ibañeta
- (G) le Berroko erreka, d'Irouléguy,
- (G) la Nive des Aldudes, 33,6 km, de Saint-Étienne-de-Baïgorry
- (D) le Laka, 20,5 km, de Suhescun et Irissarry
- (G) le Baztan, 12,8 km, de Bidarray
- (D) la Mouline, de Louhossoa
- (G) le Laxia, 7,8 km, d'Itxassou
- (D) l'Arkatzeko erreka, d'Urcuray
- (G) le Haltzuia ou Ur hotxako erreka, en provenance de Haitzaga (Espelette)
- (G) le Latsa, d'Espelette
- (G) le Latsa ou Latxa, de Jatxou
- (G) l'Antzara, de Saint-Pée-sur-Nivelle

## Hydrologie
Le bassin de la Nive présente une pluviosité fort importante : la pluviométrie annuelle moyenne est de 1 680 mm. Le régime de la Nive est pluvial et dû à ces précipitations abondantes, avec une influence de la fusion nivale très limitée.
Comme la plupart des autres cours d'eau pyrénéens du bassin de l'Adour, la Nive est une rivière très abondante. Son débit a été observé sur une période de 42 ans (1967-2008), à Cambo-les-Bains, commune située à une bonne quinzaine de kilomètres de son confluent avec l'Adour. La surface ainsi observée est de 870 km2 soit 85 % de la totalité du bassin versant de la rivière.
Le module de la rivière à Cambo-les-Bains est de 30,2 m3/s.
La Nive présente des fluctuations saisonnières de débit assez marquées, avec une période de hautes eaux d'hiver-printemps portant le débit mensuel moyen à un niveau situé entre 40,8 et 46,1 m3/s, de décembre à avril inclus (avec deux maxima : le premier en décembre-janvier, et le second, un peu plus élevé en avril). Dès le mois de mai, le débit diminue rapidement pour aboutir à la période des basses eaux qui se déroule de juillet à septembre inclus, entraînant une baisse du débit moyen mensuel allant jusqu'à 11,9 m3/s au mois d'août, ce qui reste très consistant. Cependant les fluctuations de débit peuvent être plus importantes d'après les années et sur des périodes plus courtes.
À l'étiage le VCN3 peut chuter jusque 4,8 m3/s, en cas de période quinquennale sèche, soit 4 800 litres par seconde, ce qui est loin d'être sévère, et plutôt normal comparé à la moyenne des cours d'eau pyrénéens du bassin.
Les crues peuvent être très importantes, d'autant plus que la taille du bassin versant est relativement élevée. Les QIX 2 et QIX 5 valent respectivement 390 et 530 m3/s. Le QIX 10 est de 620 m3/s, le QIX 20 de 710 m3/s, tandis que le QIX 50 se monte à 820 m3/s.

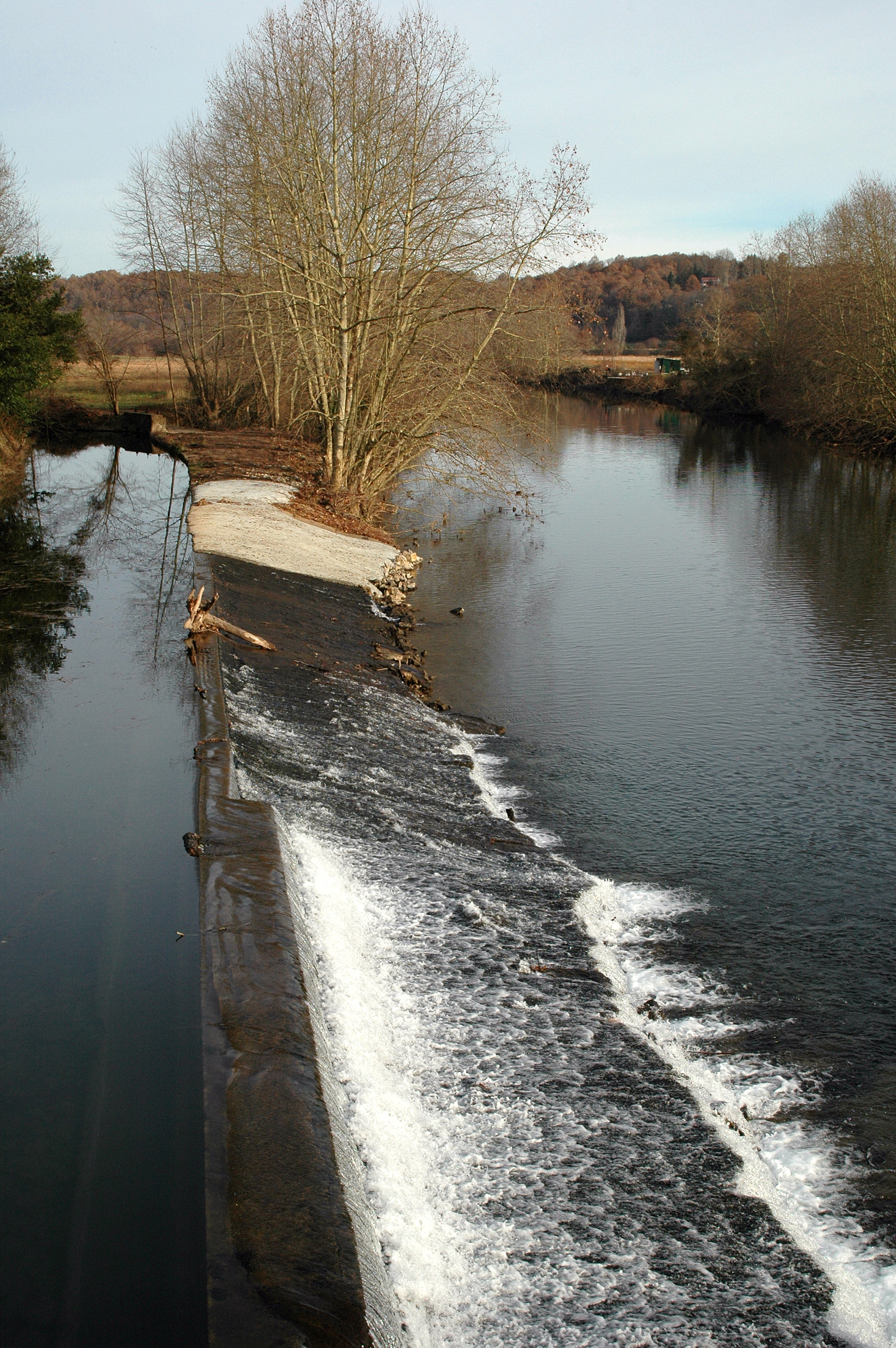
Ustaritz, barrage d'Haïtze.

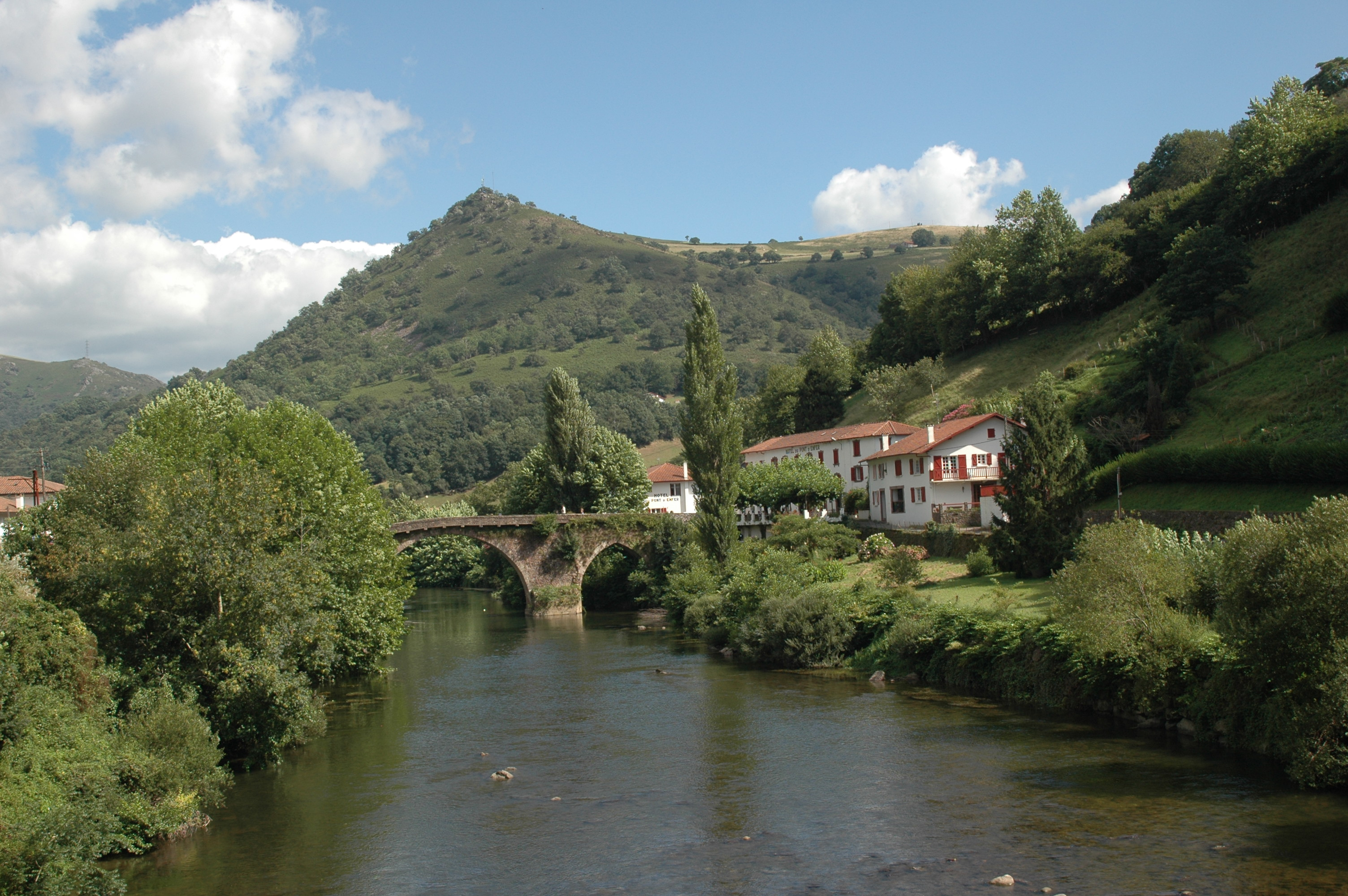
Bidarray, le pont Noblia sur la Nive.

Le débit instantané maximal enregistré à Cambo-les-Bains durant cette période, a été de 745 m3/s le 1er décembre 1994, tandis que le débit journalier maximal enregistré était de 515 m3/s le 16 janvier 1981. Si l'on compare la première de ces valeurs à l'échelle des QIX de la rivière, l'on constate que cette crue était un peu plus importante que la crue vicennale définie par le QIX 20, et donc destinée à se reproduire en moyenne tous les 30 ans environ.
Il est intéressant de remarquer que les débits de crue de la Nive sont nettement supérieurs à ceux de la Marne aux portes de Paris (à Gournay-sur-Marne), alors que cette dernière bénéficie d'un bassin près de 15 fois plus vaste (12,920 km2 contre 870 pour la Nive). Le QIX 2 de la Marne se monte en effet 360 m3/s, contre 390 pour la Nive, et leurs QIX 50 valent respectivement 650 et 820 m3/s.
Au total, la Nive est une rivière très abondante. La lame d'eau écoulée dans son bassin versant est de 1099 millimètres annuellement, ce qui est plus de trois fois supérieur à la moyenne de la France, tous bassins confondus (320 millimètres). Le débit spécifique de la rivière (ou Qsp) atteint 30,2 litres par seconde et par kilomètre carré de bassin.

## Communes traversées
Dans le seul département des Pyrénées-Atlantiques, la Nive traverse vingt communes et cinq cantons :
- de l'amont vers l'aval - Estérençuby (source), Saint-Michel, Çaro, Saint-Jean-Pied-de-Port, Uhart-Cize, Ascarat, Ispoure, Ossès, Saint-Martin-d'Arrossa, Bidarray, Louhossoa, Itxassou, Cambo-les-Bains, Halsou, Jatxou, Larressore, Ustaritz, Villefranque, Bassussarry et Bayonne (confluence).

|  |  |

## Sport en eau vive
La Nive (Errobi en basque) qui traverse Bidarray est la principale rivière du Pays basque. Navigable toute l'année elle est très appréciée par les pratiquants de canoë kayak (clubs et pagayeurs individuels) de par sa proximité géographique avec la côte basque et les grandes agglomérations que sont, Pampelune, Bilbao, San Sebastien, Bayonne-Anglet-Biarritz et Bordeaux.
Le cours d'eau est de type pluvio-nival, la température de l'eau n'est jamais très froide car l'océan n'est qu'à 35 kilomètres à vol d'oiseau.
La navigation est de difficulté moyenne (classe II passage 3), car l'essentiel de son parcours est une successions de rapides et de planiols, idéal pour un apprentissage du kayak en douceur ou pour une descente plus accessible en raft.
En effet depuis 1991 date de création de la première base d'eau vive au Pays basque à Bidarray, de nouvelles disciplines ont vu le jour sur la Nive, rendant la descente de son cours moins élitiste, rafting, hydrospeed, canoë et kayak gonflable font partie de celles-ci.
Aujourd'hui la fréquentation de la Nive en nombre d'embarquements est la plus importante du département, c'est devenue une activité économique et touristique majeure.

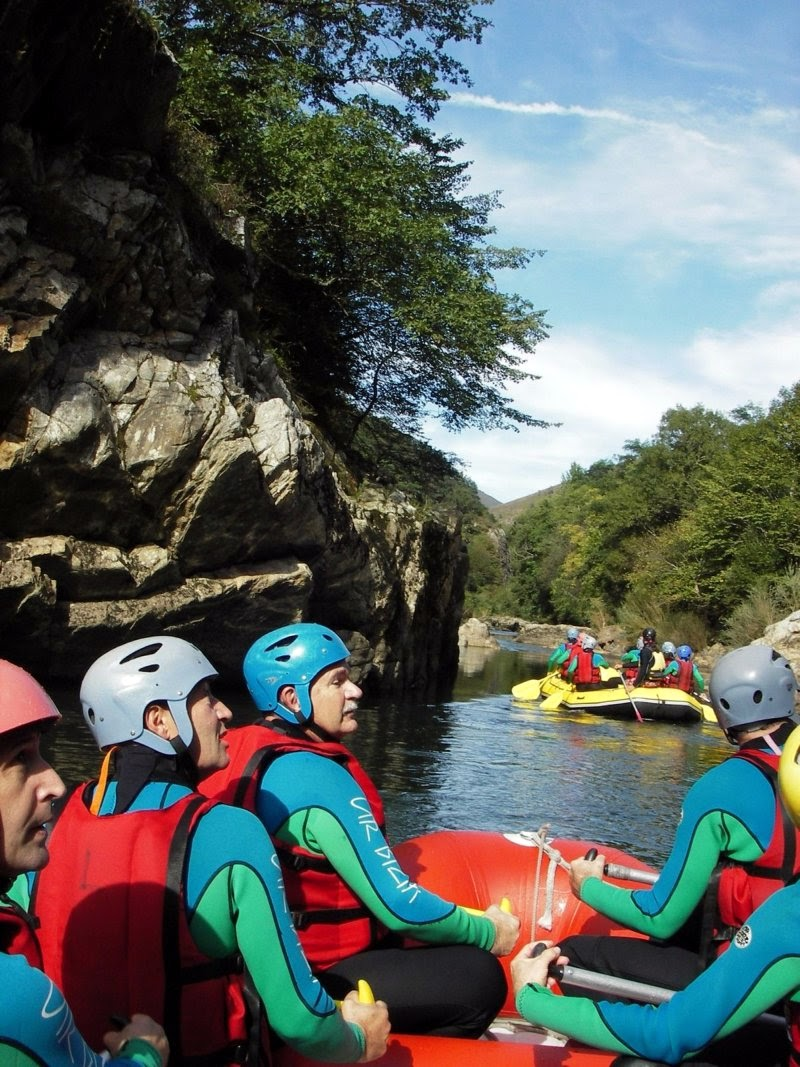
Paysage Nive.
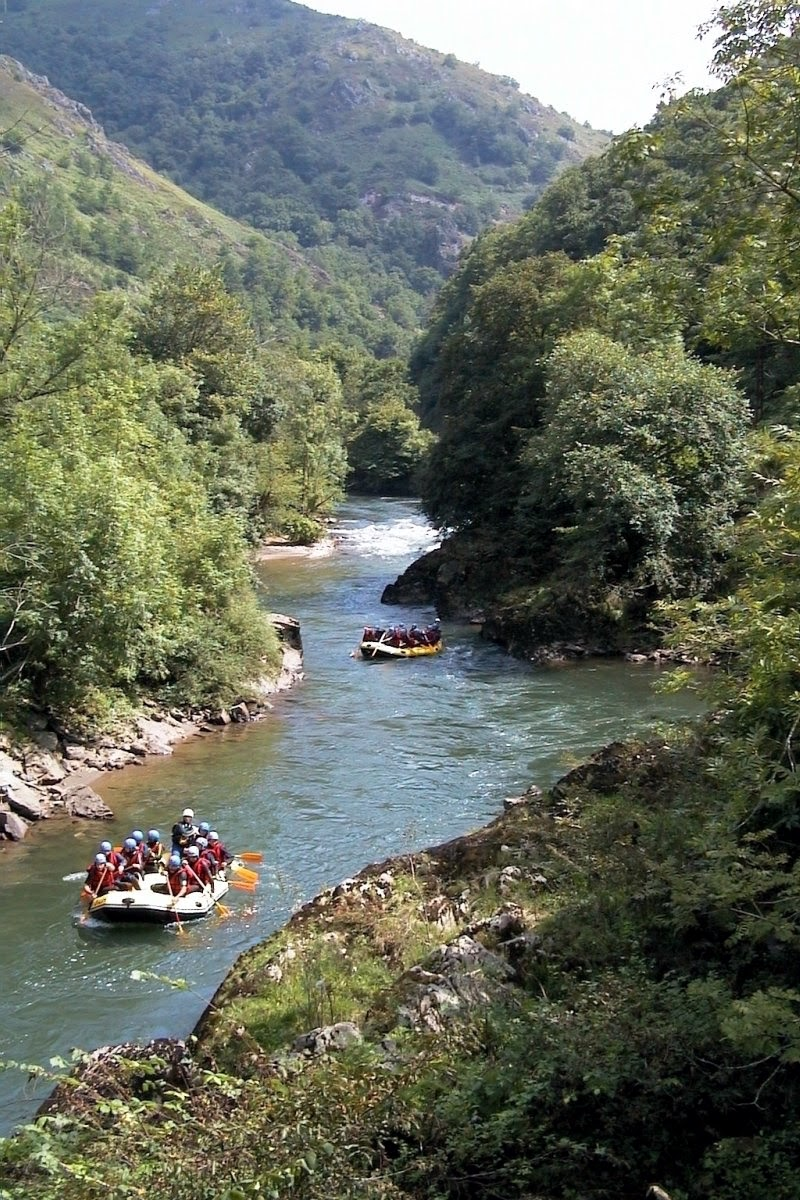
Saut du rocher.
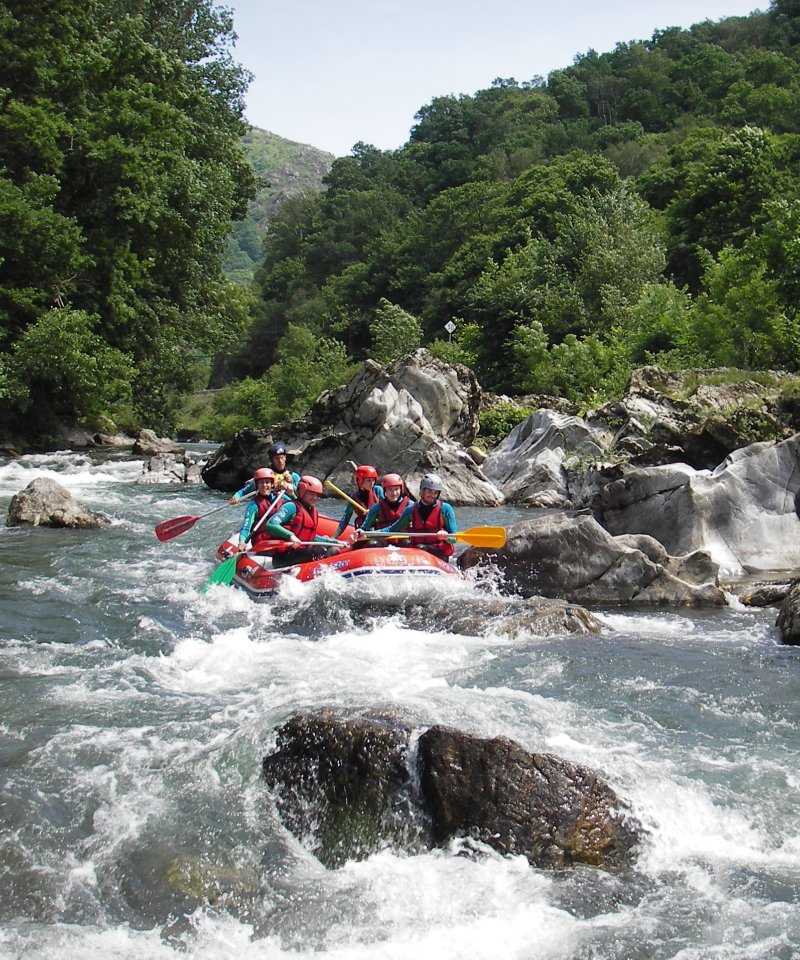
Rapide de « Charlotte ».
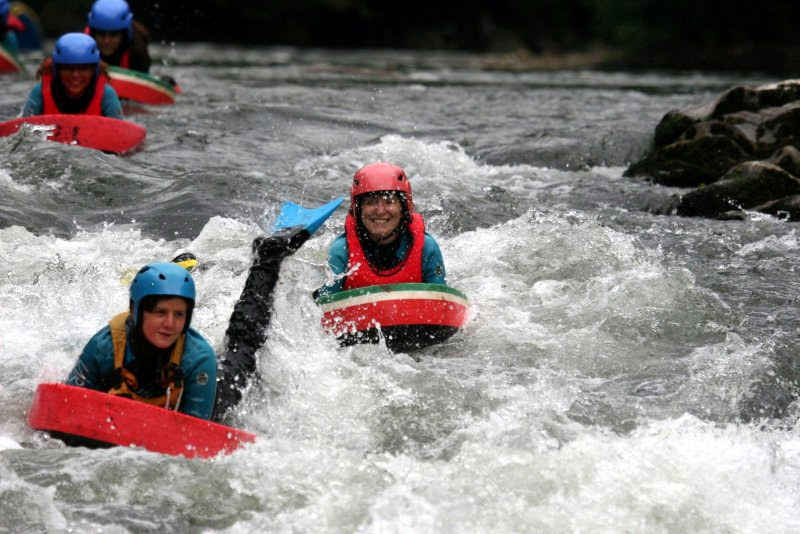
Descente en hydrospeed.
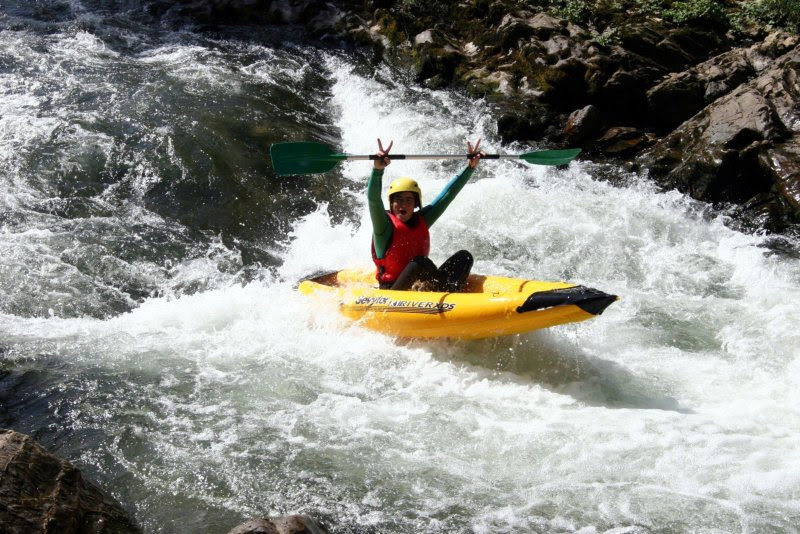
Descente kayak gonflable.
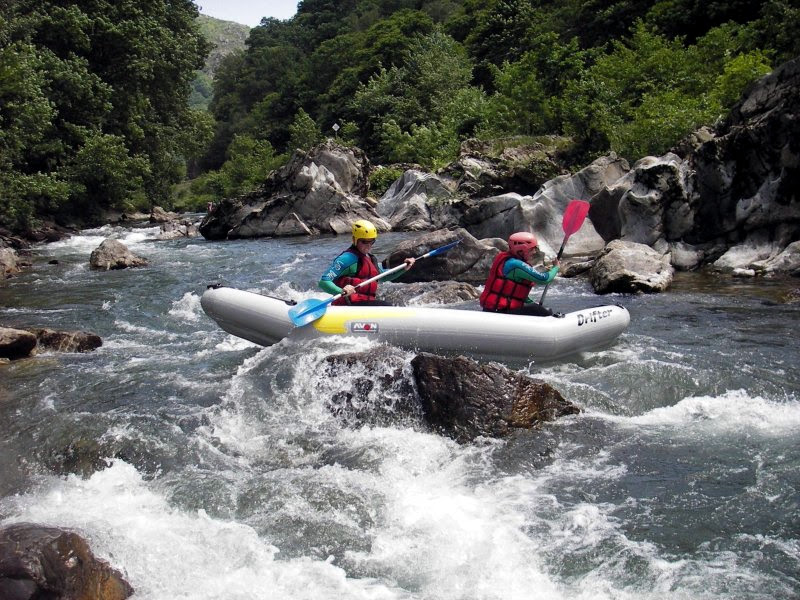
Canoë gonflable.
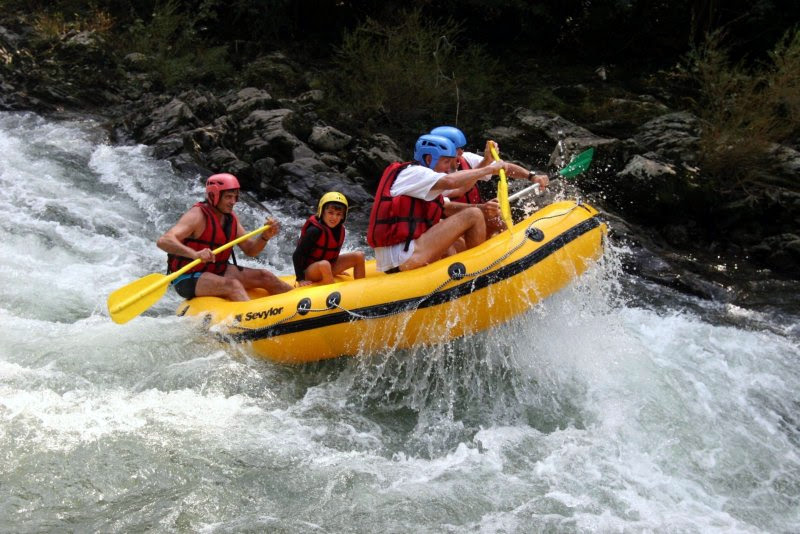
Miniraft rapides des « 3 vagues ».
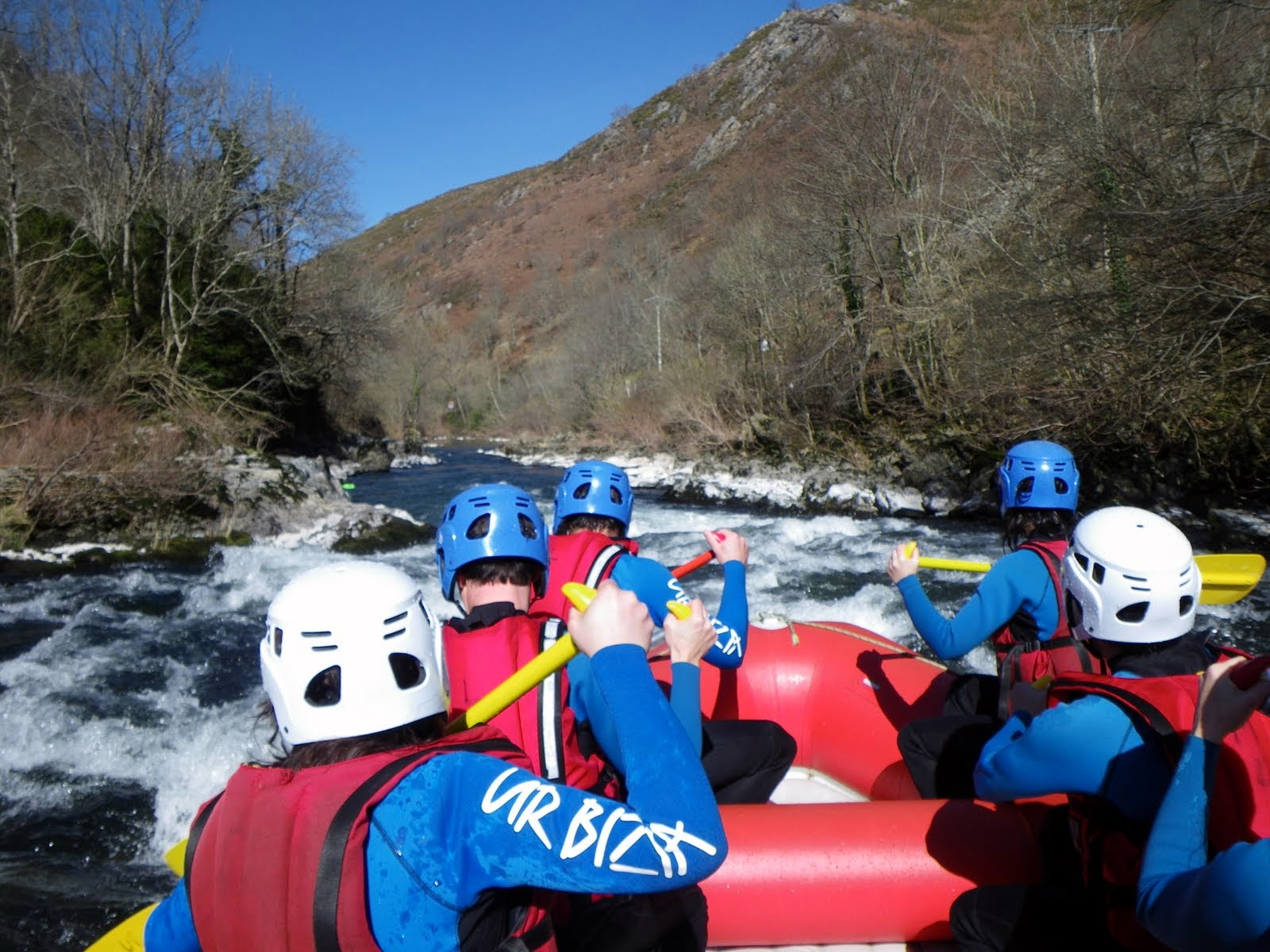
Rafting sur la Nive en février.

## Dans les arts

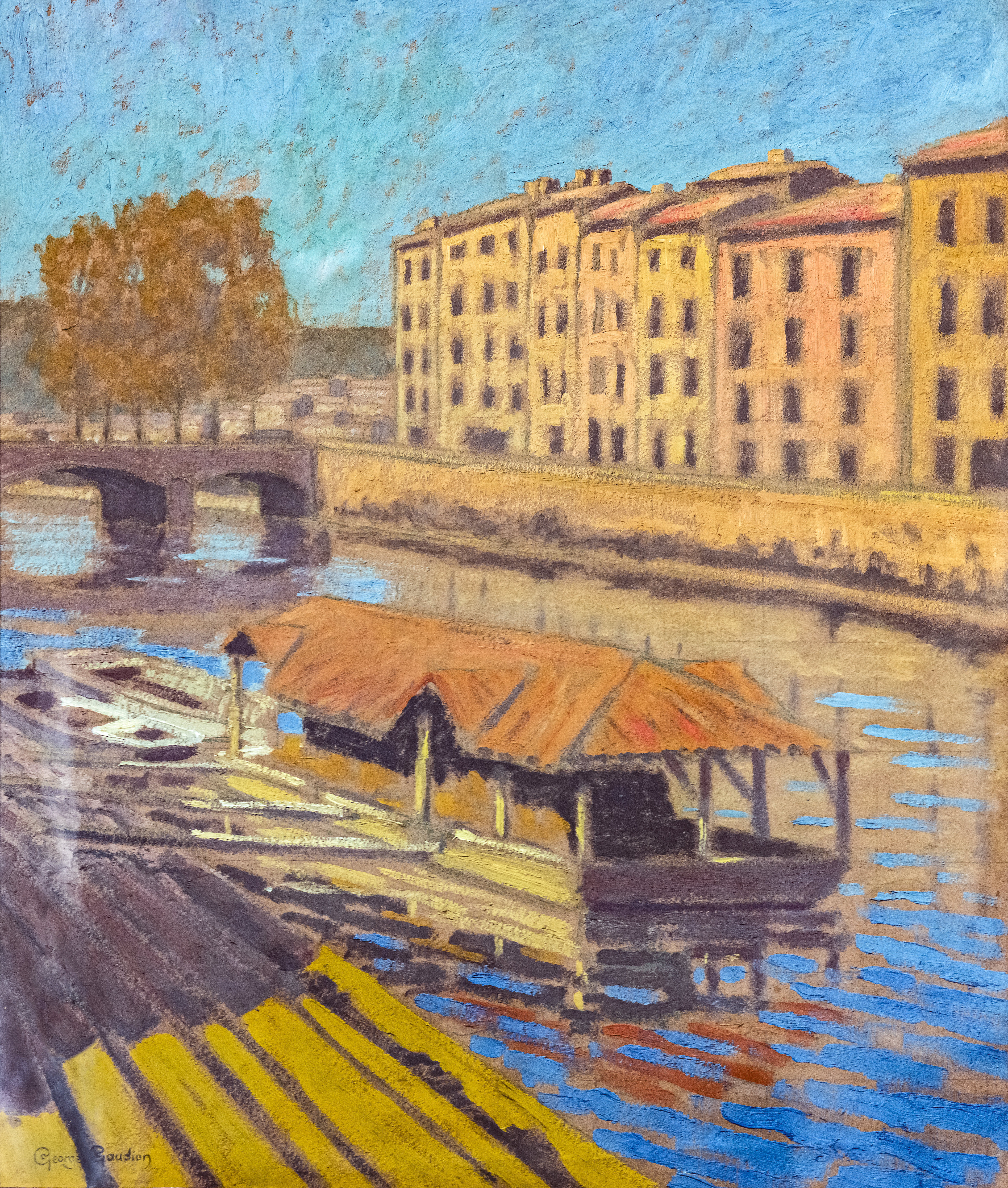
Bateau-lavoir sur les bords de la Nive à Bayonne - Georges Gaudion - Musée du Pays rabastinois.

- Dans les années 1930 le peintre toulousain Georges Gaudion a peint Bateau-lavoir sur les bords de la Nive à Bayonne exposé au Musée du Pays rabastinois à Rabastens.
- C'est aussi la rivière de vacances du petit Nicolas, de Sempé et Goscinny.

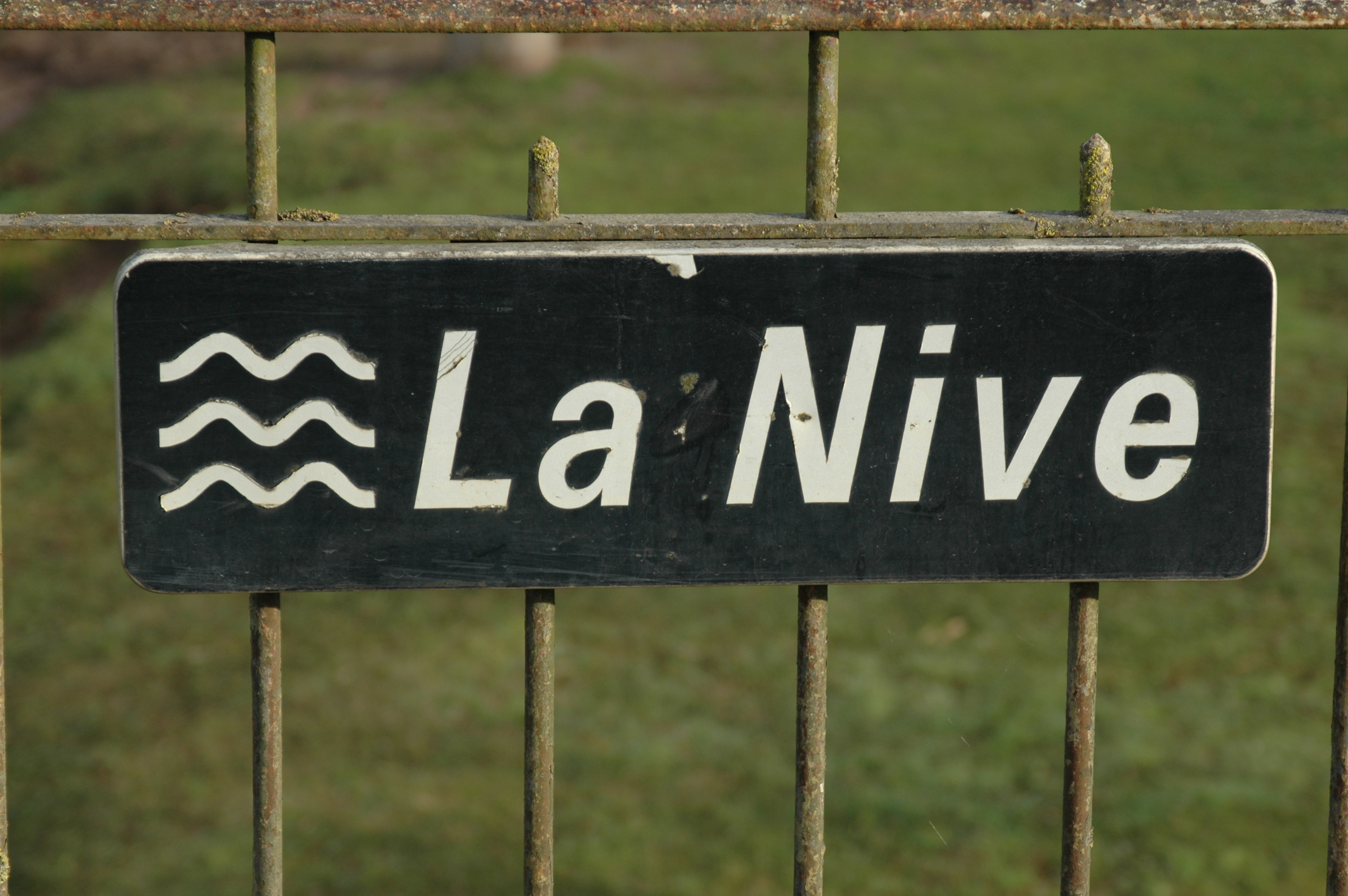
Ustaritz, panneau indiquant la Nive.